# 위라이크
위라이크는 대한민국의 소유하고 있는 방송채널사용사업자로 드라마&버라이어티 전문 채널이다. 2019년 4월 30일부터 제이엔지코리아는 채널명을 위라이크로 바꾸었다. 채널명을 국내 시청자들이 쉽게 접하지 못했던 다양한 국가의 드라마와 다큐멘터리를 주편성하고, 신선한 포맷과 획기적인 기획으로 자체 프로그램을 제작, 편성하고 있다. 주요 프로그램으로 터키드라마 ‘위대한 세기’, ‘디엔드’, 대만드라마 ‘상견니’, 중국드라마 ‘십년삼월삽십일’, ‘용왕직전연상니’, 유럽드라마 ‘블라드’, ‘삼총사’가 있고, 자체 제작 뷰티 예능 ‘배틀코덕쇼’와 다큐멘터리 ‘마을을 걷다’를 제작했다. 이 외 미스트롯, 히든싱어, 도시어부, 천상의컬렉션, 세상탐험 등 국내 인기 예능과 우수 다큐멘터리를 편성하여 장르별 전문성과 다양성을 추구하고 있다. 2021년 5월 1일부터 위라이크는 채널명을 제이엔지코리아로 바꾸었다. 2022년 11월 1일부터 1년 6개월만에 다시 위라이크로 변경되었다.
2024년 6월 10일부터 초록뱀미디어에서 운영하기로 결정되었다.

## 케이블 번호
- 딜라이브 97
- Btv cable 132
- 서경방송 64